# Владимирський Михайло Федорович
Михайло Федорович Владимирський (20 лютого [4 березня] 1874, місто Арзамас, тепер Нижньогородської області, Російська Федерація — 2 квітня 1951, Москва) — радянський партійний діяч, секретар ЦК КП(б)У. Член ЦК РКП(б) у березні 1918 — березні 1919 р. Член Організаційного бюро ЦК РКП(б) у січні — березні 1919 р. Кандидат у члени ЦК РКП(б) в березні 1919 — березні 1920 р. Член Центральної контрольної комісії ВКП(б) у грудні 1925 — грудні 1927 р. Член і голова Центральної ревізійної комісії ВКП(б) у грудні 1927 — квітні 1951 р. Член ЦК КП(б)У в квітні 1923 — грудні 1925 р. Член Центральної контрольної комісії КП(б)У в грудні 1925 — листопаді 1927 р. Кандидат у члени Політичного бюро ЦК КП(б)У в квітні 1923 — грудні 1925 р. Член Організаційного бюро ЦК КП(б)У в травні 1924 — грудні 1925 р. Депутат Верховної Ради СРСР 3-го скликання.

## Біографія
Народився в родині священника. У 1894 році закінчив Нижньогородську духовну семінарію. У 1894—1895 роках вчився на медичному факультеті Томського, у 1895—1896 і 1898—1899 роках — Московського, а у 1900—1901 роках — Гейдельберзького університетів, закінчив в 1902 році медичний факультет Берлінського університету і в 1903 році отримав диплом медичного факультету Казанського університету.
З революційним рухом і марксизмом познайомився ще на початку 1890-х років у нижньогородських марксистських осередках. З 1895 року — в соціал-демократичному русі. Навчаючись в Московському університеті, працював пропагандистом і організатором робітничих гуртків. У вересні 1896 року за участь в створенні Московського «Робітничого Союзу» заарештований та після кількох місяців ув'язнення в березні 1897 року висланий з Москви у Нижній Новгород під нагляд поліції.
Член РСДРП з 1898 року. У 1898—1899 роках — член Московського комітету РСДРП. Навесні 1899 року під час студентських хвилювань знову був висланий з Москви, переїхав у Швейцарію та Німеччину, де продовжив медичну освіту. Прилучився до групи «Звільнення праці» Плеханова. Співпрацював в закордонній організації газети «Іскри».
У 1903—1905 роках — земський лікар в Нижньому Новгороді, працював пропагандистом, агітатором та організатором у Нижньогородській організації РСДРП. Після 2-го з'їзду РСДРП (1903) — більшовик. З серпня 1905 року — в Москві, член Московського комітету РСДРП та обласного бюро РСДРП Центрального району Москви, член Московської ради робітничих депутатів, активний учасник Грудневого збройного повстання в Москві.
У 1906 році заарештований, був випущений під заставу і, не чекаючи суду, виїхав у Францію. З 1907 року — в еміграції, входив до Паризької групи РСДРП(б) та Комітету закордонних організацій.
Після Лютневої революції 1917 року повернувся у липні 1917 року в Петроград, направлений ЦК РСДРП(б) в Москву. З липня 1917 року — член виконавчого бюро Московського комітету РСДРП(б). Призначений до складу «партійної п'ятірки» з керівництва жовтневим збройним переворотом. Учасник жовтневого перевороту 1917 року, член Московського військово-революційного комітету, потім член президії Московської міської ради, член Тимчасового Секретаріату Московського міського комітету РСДРП(б).
З листопада 1917 по березень 1918 року — голова ради районних дум міста Москви (найвищого виконавчого органу міста). У листопаді — грудні 1918 року — голова Московської міської Ради народного господарства.
У 1918—1921 роках — член президії Всеросійського центрального виконавчого комітету (ВЦВК). З 16 по 30 березня 1919 року, після смерті Якова Свердлова, виконував обов'язки голови ВЦВК РРФСР.
У квітні 1919 — травні 1922 року — заступник народного комісара внутрішніх справ РРФСР. З листопада 1921 по лютий 1923 року хворів, лікувався в Німеччині та Москві.
У лютому 1923 — 4 червня 1925 року — заступник голови Ради народних комісарів Української СРР, голова Державної планової комісії (Держплану) Української СРР, голова Концесійного комітету при РНК УСРР.
17 травня 1924 — 6 грудня 1925 року — секретар ЦК КП(б)У.
У грудні 1925 — листопаді 1926 року — голова Центральної контрольної комісії КП(б)У — народний комісар робітничо-селянської інспекції УСРР. У січні 1926 — грудні 1927 року — член президії Центральної контрольної комісії ВКП(б).
У 1926—1927 роках — заступник голови Державної планової комісії (Держплану) при Раді Праці і Оборони СРСР.
У 1927—1928 роках — голова ради Сільгоспбанку РРФСР.
У грудні 1927 — квітні 1951 року — голова Центральної ревізійної комісії ВКП(б).
У 1928 — лютому 1930 року — голова правління Спілок сільськогосподарської кооперації (Сільськоспілки) СРСР.
У січні 1930 — лютому 1934 року — народний комісар охорони здоров'я Російської РФСР.
З 1934 року повністю переходить на партійну роботу, працював у Центральній ревізійній комісії ВКП(б).
Помер 2 квітня 1951 року, похований біля Кремлівської стіни на Красній площі в Москві.

### Родина
- Батько — священик, протоієрей Троїцької церкви в місті Арзамасі, депутат Другої державної Думи від Нижньогородської губернії Федір Іванович Владимирський.
- Племінник — науковець-металург, доктор технічних наук Микола Доброхотов (1889—1963).
- Племінник — геолог, доктор геолого-мінералогічних наук Михайло Доброхотов (1902—1978).
- Племінниця — гінеколог, заслужений лікар РРФСР Олександра Доброхотова (1894—1962)[1].

## Нагороди
- два ордени Леніна (1944)